# Diana Buitron-Oliver
Diana Buitron-Oliver (* 17. April 1946 in Ecuador; † 29. April 2002 in Washington, D.C.) war eine US-amerikanische Klassische Archäologin.
Diana Buitron-Oliver studierte am Smith College und wurde 1976 am Institute of Fine Arts der New York University bei Dietrich von Bothmer mit einer Arbeit über den griechischen Vasenmaler Douris promoviert. Von 1977 bis 1984 war sie als Nachfolgerin von Dorothy Kent Hill Kuratorin der Antikenabteilung der Walters Art Gallery in Baltimore. Für die National Gallery of Art in Washington war sie für die zwei Ausstellungen „The Human Figure in Early Greek Art“ (1987–1988) und „The Greek Miracle. Classical Sculpture From the Dawn of Democracy, the Fifth Century, B.C.“ (1992–1993) als Gastkurator tätig. 1992 kuratierte sie mit Beth Cohen die Ausstellung „The Odyssey and Ancient Art“ am Bard College. Seit 1988 lehrte sie griechische Kunst als Adjunct Professor an der Georgetown University.
Ihre Hauptforschungsinteressen waren die griechische Vasenmalerei und die Archäologie Zyperns. Von 1978 bis 1982 führte sie Ausgrabungen im Heiligtum des Apollon Hylates in Kourion auf Zypern durch.
Sie war mit dem Klassischen Archäologen Andrew Oliver verheiratet.